# マインドフルに殺して
『マインドフルに殺して』（マインドフルにころして、Murder Mindfully、原題：Achtsam Morden）は、2024年10月31日にNetflixで独占配信されたドイツのブラックコメディドラマ。1話28分～38分、全8話。
ドイツの作家カーステン・ドゥッセ（Karsten Dusse、1973年4月30日 - ）の小説『Achtsam Morden』（2019年6月）の実写化。
2024年12月、第2シーズンの製作が発表された。

## あらすじ
主人公ビョルンはマフィアの顧問弁護士。金銭的には不自由がないものの、ストレスに苛まれる毎日で、過剰な業務によって結婚生活は破綻寸前だった。娘エミリーの誕生日の夜、いつものように仕事でパーティーに参加できなかったビョルンは、妻カタリーナから、12週間の「マインドフルネス・セミナー」に通うことを勧められる。最初はうさんくさいと思っていたビョルンだが、マインドフルネスを気に入り、順調にストレスへの対処法を身につけていく。
少しづつ人生が上向き始めたある日、娘と湖畔の別荘にバカンスに行く途中でビョルンのスマホに緊急連絡が入る。相手はビョルンのクライアントだったマフィアのボス・ドラガンである。パニック状態のドラガンの説明によれば、敵対するマフィアのナンバー2を駐車場で撲殺する光景をスクールバスいっぱいの子供たちに50台のスマホで録画され、殺人動画をネットにアップされて大炎上、現在絶賛逃亡中である、という最悪の状況であった。敵対組織と警察から追われるドラガンはビョルンを脅しつけ、包囲網から脱出するためにビョルンの自動車のトランクに身を隠す。
娘と一緒に別荘に到着したビョルンは、最大のストレスの原因であるドラガンの存在を無視して週末いっぱいバカンスを楽しみ、その間トランクに入ったままだったドラガンは熱死する。
ドラガンの死体から拇印用の親指を切り取った後、死体を粉砕して湖に撒いて処分したビョルンは、切り取った親指をシリコンで型取りして拇印スタンプを作る。ビョルンはドラガンからの指示を偽造し、潜伏しているボスの指令を組織に届ける専属弁護士として、組織を切り盛りしはじめる。
ビョルンは自らの手を汚さず、「状況を作って放置する」「殺したんじゃない。助けないと言う選択をしただけだ」という方法で、組織内の裏切者、裏切り者と内通する刑事、対立するマフィアなどをどんどん殺していく。

## スタッフ
- 製作総指揮：オリヴァー・ベルビン（ドイツ語版）（Oliver Berben）
- 監督：ボリス・クンツ(Boris Kunz)
- 原作：カーステン・ドゥッセ『Achtsam Morden』
- 脚本：アネク・ヤンセン（ドイツ語版）（Anneke Janssen）, ドロン・ヴィソツキー（ドイツ語版）(Doron Wisotzky), マイケル・ケンダ（Michael Kenda）

## 登場人物 / キャスト
※（）内は日本語吹替。

### ディーメル家
- ビョルン・ディーメル(Björn Diemel)：トム・シリング（ドイツ語版）(Tom Schilling)（中村章吾）

主人公。ドラガンの顧問弁護士。42歳。
- カタリーナ・ディーメル(Katharina Diemel)：エミリー・コックス（ドイツ語版）(Emily Cox)（渋谷はるか）

ビョルンの妻。ビョルンとは別居中。
- エミリー・ディーメル(Emily Diemel)：パムーク・ピラフジュ(Pamuk Pilavci)（大井希心）

ビョルンの娘。4歳。

### ドラガンのカルテル
- ドラガン・セルゴヴィッツ(Dragan Sergowicz)：サッシャ・アレクサンダー・ゲアサク（ドイツ語版）(Sascha Alexander Geršak)（後藤光祐）

マフィアのボスでビョルンの長年のクライアント。短気で粗暴。
親指の腹に「D」の形の傷跡があり、部下への重要な指示にはその指で押した拇印を用いる。
- サッシャ・イワノフ(Sascha Ivanov):ムラタン・ムスル（ドイツ語版）(Murathan Muslu)（江頭宏哉）

ドラガンのボディーガード。強面だが子供好き。のち「水を得た魚幼稚園」の園長となる。
- トニ(Toni):マルク・ホーゼマン（ドイツ語版）(Marc Hosemann)（土田大）

ドラガンの部下。麻薬取引やみかじめ料徴収の担当。タイソンという猛犬の飼い主。
- ウォルター(Walter)

ドラガンの部下。元軍人で武器売買の担当。
- スタニスラフ(Stanislaus)

ドラガンの部下。密輸や密入国の担当。
- カーラ(Carla）

ドラガンの部下。元売春婦で売春の担当。
- ムラート(Murat):アメール・エル＝エルワディ（ドイツ語版）(Amer El-Erwadi)

トニの部下。ドラガンの経営するクラブで働いている。第一話冒頭で、ヴョルンの弁護により宝石店強盗に対する保釈をもらった。

### ボリスのカルテル
- ボリス（Boris）：ルカ・マリック（ドイツ語版）（Luca Maric）（手塚秀彰）

ドラガンと敵対しているカルテルのボス。ドイツ系ロシア人。
彼の腹心イゴールがドラガンに撲殺されたことで、ビョルンは大きなトラブルに巻き込まれていく。

### 警察関係者
- ニコル・エグマン(Nicole Eckmann)刑事:ブリッタ・ハンメルシュタイン（ドイツ語版）(Britta Hammelstein)（関山美沙紀）

ドラガンを追う捜査チームのリーダー。シングルマザーで、ベニという娘がいる。ビョルンとカタリーナの旧友。
- クラウス・メラー（Klaus Merer)刑事：ヨハネス・アルマイヤー（ドイツ語版）（Johannes Allmayer）（小野塚貴志）

捜査チームの刑事。

### 法律事務所
- ブレゲンツ嬢（Frau Bregenz）：ミヒャエラ・カスパー（Michaela Caspar）（田中奏多）

ビョルンの雇われている法律事務所の受付。勤続20年の老嬢。
- ドロ（Doro）：Marie Rathscheck

弁護士事務所の研修生。

### その他
- ヨシュカ・ブライトナー(Joschka Breitner):ペーター・ヨルダン（ドイツ語版）(Peter Jordan)（川島得愛）

マインドフルネス・セミナーの講師。